# Gianfranco Rosi (réalisateur)
Pour les articles homonymes, voir Gianfranco Rosi.
Gianfranco Rosi est un réalisateur et documentariste italien né en 1963 à Asmara (alors en Éthiopie).

## Biographie
Né à Asmara et de nationalité italienne et américaine, Gianfranco Rosi s'établit en 1985 à New York où il sort diplômé de la New York University Film School.
À la suite d'un voyage en Inde, il produit et dirige son premier moyen métrage, Boatman, présenté avec succès dans plusieurs festivals internationaux dont Sundance, Locarno, Toronto et Amsterdam. Par ailleurs, le film est diffusé sur de nombreuses chaînes de télévision internationales (BBC, PBS, WDR, RAI). Gianfranco Rosi réalise ensuite Afterwords, présenté à la Mostra de Venise 2000.
En 2008, son premier long métrage, Below Sea Level, tourné à Slab City en Californie, remporte les Prix Horizons et Doc/It à la Mostra de Venise 2008. Le film obtient aussi le Prix du meilleur documentaire au Festival de Ballaria (it), le Grand prix et le Prix des jeunes au Festival Cinéma du réel 2009, le Prix du meilleur film au Festival One World de Prague ainsi que le Prix Vittorio De Seta pour le meilleur documentaire au Bari International Film Festival 2009. Il est également nommé comme Meilleur documentaire aux Prix du cinéma européen.
En 2010, il tourne le long métrage El Sicario, Room 164, film-interview sur un tueur à gages mexicain. Ce film est l'objet de critiques contrastées,. Il remporte le Prix Fripesci à la Mostra de Venise 2010 et le Prix Doc/it du meilleur documentaire italien de l'année. De plus, il gagne le Prix du meilleur film aux Festivals Doclisboa 2010 et DocAviv 2011.
Sa réalisation suivante, Sacro GRA, portrait d'individus hauts en couleur vivant sur le périphérique autoroutier de Rome, remporte le Lion d'or à la Mostra de Venise 2013. Le film devient ainsi le premier long métrage documentaire à en être le détenteur.
Rosi a réalisé plusieurs campagnes pour la fondation Pubblicità Progresso (it) et quelques courts métrages. En tant qu'indépendant, il collabore à la supervision du doublage de certaines productions des studios Universal, Fox, Paramount et Dreamworks. Il a également été professeur invité à la New York University Film School, au Centro de Capacitación Cinematográfica de la ville de Mexico et à l'École universitaire professionnelle de la Suisse italienne (it) de Lugano.
En 2014, il préside le jury des longs métrages lors du 67e Festival de Locarno.
En 2016, il remporte l'Ours d'or à la Berlinale 2016 pour son documentaire Fuocoammare.  Il y compare la vie des habitants de Lampedusa et celle des migrants et s'attache à n'y retranscrire que ce qu'il voit car selon lui « La réalité véhicule toujours des émotions plus fortes que les choses réfléchies. ». C'est le premier documentaire à remporter l'Ours d'or.
En mai 2016 il préside le jury de L'Œil d'or lors du 69e Festival de Cannes, avec notamment la réalisatrice et productrice française Anne Aghion et la comédienne belge Natacha Régnier.

## Filmographie
- 1993 : Boatman (moyen métrage)
- 2001 : Afterwords (court métrage)
- 2008 : Below Sea Level
- 2010 : El Sicario, Room 164
- 2013 : Sacro GRA
- 2016 : Fuocoammare
- 2020 : Notturno
- 2022 : In viaggio
- 2025 : Pompei, Sotto le Nuvole[12]

## Distinctions

### Récompenses
- Cinéma du réel 2009 : Grand prix pour Below Sea Level
- Mostra de Venise 2010 : Prix FIPRESCI pour El Sicario, Room 164.
- Mostra de Venise 2013 : Lion d'or pour Sacro GRA
- Berlinale 2016 : Ours d'or pour Fuocoammare.